# 张展霞
张展霞（1931年—），女，广东梅县人，中华人民共和国分析化学家，中山大学教授，曾任广东省政协副主席。